# 霍利斯特 (北卡羅萊納州)
霍利斯特（英語：Hollister）是位於美國北卡羅萊納州哈利法克斯縣的普查規定居民點。

## 人口
根據2020年美國人口普查的數據，霍利斯特的面積為10.22平方千米，當中陸地面積為10.20平方千米，而水域面積為0.02平方千米。當地共有人口618人，而人口密度為每平方千米60.47人。